# Paul Wernick
Paul Wernick (Toronto) é um produtor e roteirista canadense-estadunidense. Junto do parceiro Rhett Reese, escreveu filmes como Zombieland e Deadpool.

## Filmografia
- The Joe Schmo Show (2003-2013)
- Zombieland (2009)
- G.I. Joe: Retaliation (2013)
- Deadpool (2016)
- Life (2017)
- Deadpool 2 (2018)
- Zombieland: Double Tap (2019)
- 6 Underground (2019)
- Spiderhead (2022)
- Deadpool & Wolverine (2024)